# Salvador Badía y Andreu
Salvador Badía y Andreu (Torelló, provincia de Barcelona, 5 de enero de 1847-Barcelona, 2 de mayo de 1923) fue un médico español.

## Biografía
Siguió la carrera de Medicina en la Universidad de Barcelona y en 1870 tomó el título de doctor. Estudió después en el extranjero y entró en el Ejército alemán cuando la guerra franco-prusiana, prestando sus servicios en los hospitales de campaña.
Fue socio corresponsal de la Real Academia de Medicina y Cirugía de Barcelona, del Liceo de Sevilla, de las sociedades de higiene de Madrid y París, de las económicas de Zaragoza, Valladolid y Tarragona, de número de las academias médico-farmacéuticas de Barcelona y de la Sociedad Económica, de la que fue presidente.
Desempeñó la plaza de profesor auxiliar de la Facultad de Medicina de la Universidad de Barcelona. Asimismo, publicó artículos en la Enciclopedia médico-farmacéutica, en El Siglo Médico de Madrid y en otros periódicos profesionales, tanto españoles como extranjeros.
Falleció en Barcelona el 2 de mayo de 1923, a los 76 años de edad.

## Obra
Escribió las siguientes obras:
- Cartas médico-quirúrgicas (1872);
- La curación de la sífiles (1872);
- Tratado de la oncología o de los tumores (1874), de Lueke, traducción directa del alemán;
- Un viaje por la Suiza (1876);
- Peligros de las uniones consanguíneas y necesidad de los cruzamientos en la especie humana (1877), de Boudin, traducción directa del francés;
- Tuberculosis militar aguda (1878), de Litter, traducción directa del alemán;
- Del origen del cáncer (1881); y
- Manual de las enfermedades de la piel y su tratamiento homeopático (1887), traducción directa del inglés.